# Університет штату Мічиган
Університет штату Мічиган (англ. Michigan State University, MSU) — американський державний університет, розташований в Іст-Лансінг, штат Мічиган. Заснований 12 лютого 1855 року, налічував близько 47 000 студентів 2010 року, що робило його восьмим за цим параметром в Сполучених Штатах.
В університеті налічується понад 200 навчальних програм. Програми з ядерної фізики, інженерної справи, політології, бізнесу, журналістики і остеопатії вважаються одними з найкращих в США.
Кампус університету займає 21 км², на яких розташовано 556 споруд: 100 навчальних, 131 сільськогосподарське, 166 житлових і 42 спортивних. Протяжність доріг складає 42 км і 160 км тротуарів. Під час осіннього і весняного семестрів на території університету діють 7 автобусних маршрутів. Є своє відділення поліції та медичний центр.
У 2007 році відкрився філіал університету в Дубаї.
За університет грають 12 чоловічих і 13 жіночих спортивних команд. Все, крім хокейної команди, звуться «спартанцями» (англ. Spartans). З них найбільш відомі чоловічі команди з американського футболу, баскетболу та хокею.
На сьогодні[коли?] MSU є одним з найбільших університетів США (з точки зору зарахування) та має приблизно 634 300 живих випускників у всьому світі.

## Історія

### Аграрний коледж
Конституція Мічигану 1850 року передбачала створення «сільськогосподарської школи», хоча лише 12 лютого 1855 року Губернатор штату Мічиган Кінслі С. Бінгем підписав законопроєкт про створення першого сільськогосподарського коледжу США — Аграрного Коледжу штату Мічиган.
Заняття розпочались 13 травня 1857 року з трьох корпусів, п'ятьох викладачів та 63 студентів чоловічої статі. Перший президент, Джозеф Р. Вільямс, заохочував навчальну програму, яка вимагала більше наукових досліджень, ніж практично будь-яка бакалаврська установа тієї епохи. Це збалансувало науку, вільні мистецтва та практичну підготовку. Навчальна програма виключала латино- та грекознавство, оскільки більшість заявників не вивчали жодної класичної мови у своїх сільських середніх школах. Однак це вимагало трьох годин щоденної ручної праці, що знижувало витрати як для студентів, так і для коледжу. Попри нововведення Вільямса та захист освіти для широких мас, Державна рада з освіти розглядала програму Вільямса як елітарну. Вони змусили його подати у відставку в 1859 р. і скоротила навчальну програму до дворічної професійної програми.
У 1860 році Вільямс став виконувачем обов'язків губернатора лейтенанта і допоміг відновити чотирирічну навчальну програму коледжу, що надало коледжу повноваження присуджувати ступінь магістра. Коледж змінив свою назву на Державний сільськогосподарський коледж. Оскільки розпочалася Громадянська війна, не було часу на складну церемонію вручення дипломів. Перші випускники вступили до Союзної армії. Вільямс помер, а наступного року Авраам Лінкольн підписав Перший закон Моррілла 1862 року про підтримку подібних коледжів, зробивши Мічиганську школу національним зразком.
Вперше коледж прийняв жінок у 1870 році, хоча на той час жіночих гуртожитків не було. Кілька жінок, які записалися на навчання, жили в сім'ях викладачів або довго їхали на диліжансах з Лансінга. З перших днів студентки проходили ті самі строгі наукові курси сільського господарства, що і студенти. У 1896 році факультет створив «Жіночий курс», який поєднував навчальну програму з домашнього господарства з гуманітарними науками. Того ж року коледж перетворив чоловічий гуртожиток Abbot Hall на жіночий. Лише в 1899 році Державний сільськогосподарський коледж прийняв свого першого афроамериканського студента Вільяма О. Томпсона. Після закінчення університету він викладав у теперішньому університеті Таскігі. Кілька років по тому Міртл Крейг стала першою жінкою-афроамериканкою, яка вступила до коледжу. Разом із випуском 1907 року вона отримала диплом Президента США Теодора Рузвельта. Через два роки коледж змінив свою назву на Мічиганський сільськогосподарський коледж.

## Відомі викладачі та випускники
- Михайло Зінь — канадський економіст українського походження[27][28].